# Konspirationen 1569
Sommaren 1569 avslöjades en konspiration med syfte att befria den avsatta Erik XIV ur fängelset och återuppsätta honom på tronen. Det var en av många av samma slag, men har beskrivits som den allvarligaste.  Den tillhörde de tre största komplotterna för att befria Erik XIV som iscensattes under Johan III:s regeringstid vid sidan av Konspirationen 1576 och Mornays komplott.
Konspirationens plan var att skeppshövitsmannen Per Larsson skulle attackera Stockholm och att Erik XIV skulle kunna fly från det överrumplade slottet under uppståndelsen. Medlemmarna i konspirationen bestod till stor del av personer ur Eriks hovpersonal; Karin Månsdotters sekreterare Thomas Jakobsson och hovmästarinna Elin Andersdotter, skeppshövitsmännen Per Larsson och Frans Klementsson, Eriks förre kaplan Jon, Per Pålsson och Andersdotters man Hans Andersson. De hade hållit möten i Jakobssons hem och Jakobsson hade sedan skött brevväxlingen med Erik XIV, som varit medveten om planen. Det är inte känt om Karin Månsdotter kände till det hela. 
Elin Andersdotter var tillsammans med Thomas Jakobsson de två ledarna för konspirationen. Andersdotter hade bland annat skött finansieringen av hela företaget. Hon utsattes för förhör där man utlovade benådning om hon avslöjade var Erik XIV hade gömt undan sin skatt, något som Johan III var övertygad om att denne hade gjort, men hon avslöjade inget. Elin Andersdotter dömdes till döden som skyldig till konspiration och avrättades jämsides med Thomas Jakobsson som komplottens huvudaktörer.         